# Church of the Blessed Hope
Church of the Blessed Hope är en amerikansk adventistkyrka bildad av dem som höll fast vid Benjamin Wilsons förkunnelse och samlats i lokala församlingar med namn som Church of God of the Abrahamic Faith och Church of the Blessed Hope.
År 1921 splittrades dessa församlingar i två rörelser. Idag är dessa kända under namnen Church of God General Conference (CoGGC) respektive Church of the Blessed Hope (CGAF). Från början av 1990-talet söker gruppen enhet med kristadelfianerna.